# Lipniczanka (dopływ Jasienianki)
Lipniczanka – potok, lewy dopływ Jasienianki (na niektórych mapach nazywanej Wojnarówką) o długości 8,82 km i powierzchni zlewni 15,09 km².
Lipniczanka ma źródła na południowych stokach Bukowca i zachodnich stokach Falkowej, najwyżej położone znajdują się na wysokości ok. 430 m n.p.m. Spływa przez miejscowości Bukowiec, Lipnica Wielka i Niecew, gdzie uchodzi do Jasienianki na wysokości 301 m. Cała zlewnia Lipniczanki znajduje się na Pogórzu Rożnowskim.